# Orbilia fimicoloides
Orbilia fimicoloides är en svampart som beskrevs av J. Webster & Spooner 1998. Orbilia fimicoloides ingår i släktet Orbilia och familjen vaxskålar.   Inga underarter finns listade i Catalogue of Life.